# Sloot (Deurne)
Het Sloot is een buurtschap ten zuiden van het dorp Liessel in de gemeente Deurne, in de Nederlandse provincie Noord-Brabant. De buurtschap is vernoemd naar het blokhuis, dat hier van 1516 tot in de 18e eeuw stond.
Het Sloot ligt aan de flank van een lange dekzandrug ten noorden van de Astense Aa, waarop ook Liessel en de buurtschap Loon gesitueerd zijn.
Dorpen: Deurne · Helenaveen · Liessel · Neerkant · Vlierden · Walsberg

Buurtschappen: Baarschot · Belgeren · Bleijs · Breemortel · Groote Bottel · Kleine Bottel · Groot Bruggen · Klein Bruggen · Derp · Donschot · Haageind · Halte · Hanenberg · Heieind · Heimolen · Heitrak · Kerkeind · Kranenmortel · Kulert · Leensel · Luttel Meijel · Merlenberg · Molenhof · Pannenschop · Ruth · Schans · Schelm · Sloot · Veldheuvel · Vloeieind · De Voorstad · Voorste Beerdonk · Voort · Vreekwijk

Noord-Brabant: Steden en dorpen      Nederland: Provincies · Gemeenten